# Elymnias pseudagina
Elymnias pseudagina är en fjärilsart som beskrevs av Hans Fruhstorfer 1907. Elymnias pseudagina ingår i släktet Elymnias och familjen praktfjärilar. Inga underarter finns listade i Catalogue of Life.